# إدازن (آيت علي)
إدازن هو دُوَّار يقع بجماعة آيت وادريم، إقليم شتوكة آيت باها، جهة سوس ماسة في المملكة المغربية. ينتمي الدوّار لمشيخة آيت علي التي تضم 24 دوار. يقدر عدد سكانه بـ 124 نسمة حسب الإحصاء الرسمي للسكان والسكنى لسنة 2004.

## روابط خارجية
- البوابة الوطنية للجماعات الترابية
- المندوبية السامية للتخطيط